# Josep Grandia i Soler
Josep Grandia i Soler, conegut com «el Nai de Vallcebre» (Vallcebre, Berguedà, 1854 - ? 1926), fou un militar carlí català que participà en la Tercera guerra carlina.
Era fill de Joan Grandia i Magdalena Soler, de cal Nai, de Vallcebre. Tenia 11 germans, entre els quals hi havia el mossèn i filòleg Marià Grandia i Soler. De molt jove va participar en la darrera guerra carlina al costat dels capitostos Castells, Savalls, Tristany i Miret. Prengué part, al Berguedà, en el fallit alçament carlí d'octubre de 1900. Els darrers anys de la seva vida visqué al Berguedà, a La Consolació. Morí el 1926.
L'any 1900, la premsa el descrivia com a «Estatura regular, grave andar, color negro moreno, barba semi-cana, mirada escudriñadora y de fuerzas viriles, se nota al referido carlista, quien habla correctamente el francés».